# Građanski Zagreb
Građanski Zagreb (também grafado Gradjanski Zagreb) foi um clube de futebol iugoslavo com sede em Zagreb (Croácia) fundado em 1911. O clube teve grande influência no desenvolvimento do futebol na Croácia e na Iugoslávia e teve seu período de maior sucesso no período entreguerras.

## História
Em 1911, quando a Croácia ainda era parte do Império Austro-Húngaro, o Građanski foi fundado em Zagreb por Andrija Mutafelija e alguns amigos em resposta a rumores de que um clube que jogaria no campeonato húngaro de futebol, seria criado em Zagreb, em oposição à União de Esportes da Croácia. O Građanski foi fundado como um clube polidesportivo com uma identidade croata distinta, destinada aos cidadãos de Zagreb, com seções dedicadas ao handebol, ciclismo, e ao futebol. Nos seus primeiros anos usavam campos nos bairros de Tuškanac, Martinovka e Kanal, até eles construírem seu próprio estádio na rua Koturaška, que foi oficialmente inaugurado em 1924.
O clube perdeu sua primeira partida, contra o HAŠK, também de Zagreb, por 5 a 1, mas logo se tornou muito popular e altamente apoiado pela classe trabalhadora de Zagreb, em contraste ao HAŠK, que era um clube esportivo acadêmico, e visto como um clube rico, afiliado com a Universidade de Zagreb e seus estudantes. Nos anos seguintes, o Građanski desenvolveu uma rivalidade com o HAŠK, e depois que o Campeonato Iugoslavo de Futebol foi criado, em 1923, os maiores rivais do Građanski fora de Zagreb eram o BSK Beograd e o Hajduk Split. Durante as décadas de 1920 e 1930, o Građanski tornou-se o clube mais popular de Zagreb, e venceram cinco campeonatos iugoslavos (1923, 1926, 1928, 1937, 1940), e foram vice-campeões em dois (1925 e 1939).
Internacionalmente, o Građanski participou de várias turnês internacionais, em uma dessas, na Espanha, em 1923, o Građanski derrotou Barcelona e o Athletic Bilbao. O clube também viajava várias vezes para a Áustria e Hungria, para jogar amistosos contra os principais clubes locais. Em 1936, eles viajaram em uma turnê para a Inglaterra, onde adotaram o esquema tático conhecido como WM, que lhes ajudou a ganhar o campeonato iugoslavo de 1936/37.
O clube competiu na Mitropa Cup em três ocasiões: 1928, 1937 e 1940. Em 1928, o Građanski foi derrotado pelo Viktoria Zizkov nas quartas-de-final. Em 1937, outra eliminação nas quartas-de-final, dessa vez contra o Genoa FBC 1893.Em 1940, eles venceram o Újpest FC nas quartas-de-final para depois serem derrotados pelo Rapid Bucureşti nas semifinais. As duas partidas terminaram em 0 a 0, e o jogo-desempate terminou em 1 a 1. O Rapid avançou para a final por sorteio, mas a final nunca foi jogada em razão da Segunda Guerra Mundial.
Tendo sido invadido pelas Potências do Eixo em 1941, o Reino da Iugoslávia foi dissolvido e as competições esportivas na nação foram suspensas.uma exceção era o Estado independente da Croácia, um estado-fantoche fascista. À época, o Estado Independente da Croácia continuava a organizar competições nacionais, com clubes croatas proeminentes. Quatro campeonatos foram realizados, mas apenas dois chegaram a ser terminados, com o Građanski ganhando em 1942/43.
Quando a guerra terminou em 1945, o Građanski foi extinto pelo novo governo comunista, assim como o HAŠK e o Concordia Zagreb, e seus arquivos foram queimados,em retribuição ao clube ter competido na liga patrocinada pelos fascistas.
Em junho de 1945, o Dinamo Zagreb foi criado para ser o novo grande clube de Zagreb. O Dinamo ficou com as cores do Građanski e seu apelido, em 1969 adotou um distintivo semelhante ao que o Građanski usava. E muitos jogadores do Građanski continuaram a carreira no Dinamo, sendo que por essas razões, o Dinamo Zagreb é considerado o sucessor do Građanski Zagreb em quase tudo, menos obviamente no nome.